# Slaget vid Karksi
Slaget vid Karksi (även känt som slaget vid Karkus) ägde rum under det Andra polska kriget mellan polsk-litauiska och svenska trupper den 29 oktober 1600. De polsk-litauiska trupperna under befäl av Jürgen von Farensbach besegrade de svenska trupperna under befäl av Carl Carlsson Gyllenhielm.